# 210e division (Israël)
Pour les articles homonymes, voir 210e division.
La 210e division « Bachân » (en hébreu : עוצבת הבשן ; Utzbat HaBashan) est une division territoriale des forces de défense israéliennes subordonnée au commandement Nord, responsable du front avec la Syrie. Elle est créée après la dissolution de la 366e division (en) du commandement Sud.
L'unité a notamment participé à l'invasion israélienne de la Syrie après la chute du régime d'Assad.

## Organisation en 2024
- 210e division « Bachân »
  -  9e brigade d'infanterie « Oded » (en) (réserve)
    - 7006e bataillon d'infanterie
    - 9204e bataillon d'infanterie
    - 9211e bataillon d'infanterie

Organisation de la 210e division « Bachân » en 2024.

    - 6724e bataillon de reconnaissance
    - Bataillon de logistique
    - 7044e compagnie de transmissions

  -  474e brigade territoriale « Golan » – secteur du plateau du Golan
    - 7490e bataillon d'infanterie
    - 7491e bataillon d'infanterie
    - 7240e compagnie de transmissions

  -  679e brigade blindée « Yiftach » (réserve)
    - 8108e bataillon blindé
    - 8112e bataillon blindé
    - 9232e bataillon blindé
    - 9227e bataillon de combat du génie
    - 5351e compagnie de reconnaissance
    - Bataillon logistique
    - 7116e compagnie de transmissions

  -  810e brigade de montagne – secteur de la brigade HeHarim (en)[2]
    - 1810e bataillon d'infanterie
    - 9307e bataillon d'infanterie
    - 8810e unité alpiniste (en)

  -  209e brigade d'artillerie « Kidon » (en) (réserve)
  -  Bataillon des transmissions divisionnaires « Shnir »
  -  595e bataillon de renseignement de campagne (en) « Ayit/Eagle »
  -  Brigade logistique divisionnaire
  - 210e compagnie de combat du génie « Plateau Cats »